# Boxted
Boxted ist ein Dorf und eine Verwaltungseinheit im District Babergh in der Grafschaft Suffolk, England. 
Boxted ist 34,7 km von Ipswich entfernt. Im Jahr 2001 hatte es eine Bevölkerung von 107 Einwohnern. Boxted wurde 1086 im Domesday Book als Boesteda erwähnt.